# Studia Celtica
Studia Celtica és una revista anual publicada a Gal·les que conté articles acadèmics sobre temes lingüístics, sobretot en anglès, però amb alguns gal·lesos i alemanys; també conté ressenyes de llibres i obituaris. La revista és publicada per la Universitat de Periodisme de Gal·les en nom del Consell de la Universitat de Gal·les d'Estudis Cèltics. Des de 1993 també ha cobert els temes literaris, històrics, arqueològics i temes relacionats amb els estudis cèltics. Des de 1922 a 1992 en va ser publicat sota el títol Butlletí del Tauler d'Estudis Cèltics. "La revista va ser un èxit immediat, atraient contribucions d'alguns dels millors especialistes."
Els volums 1-34 de la revista estan sent digitalitzats pel projecte Welsh Journals Online a la Llibreria Nacional de Gal·les. Números posteriors estan disponibles a través del servei de subscripció IngentaConnect.